# Mertingen
Mertingen è un comune tedesco di 3 882 abitanti, situato nel land della Baviera. Il comune ha origini romane infatti fu edificato come accampamento durante il governo di Giulio Cesare.